# 只要我長大 (電影)
《只要我長大》，是一部於2016年上映的溫馨電影。由小薰、高靖榕、柯曉龍、曹世輝、陳宇、吳瀚業、林晨皓、葉瑋庭、林金郎、莊春花領銜主演。台灣於2016年3月18日上映(2016年11月4日重映)。本片獲得102年度第二梯次國產電影長片輔導金新人組新台幣500萬元，2016年奪得第18屆台北電影獎最佳新演員獎、最佳導演獎、最佳剪輯獎、最佳劇情長片獎和百萬首獎五項大獎，是該屆獲獎最大贏家，並代表台灣角逐2017年第89屆奧斯卡金像獎最佳外語片。第53屆金馬獎三项提名。

## 劇情簡介
一個遺世獨立的原住民部落，靜靜地躺在美麗山谷間，3個在部落山林間長大的小男孩—瓦旦（陳宇 飾）、晨皓（林晨皓 飾）與林山（吳瀚業 飾），他們樂觀活潑、調皮貪玩，卻又因為家庭而各懷心事，他們一直用最「看得開」的方式在長大著。
行動不便的拉娃老師（小薰 飾）為部落的孩子們開設了課輔班，讓他們在下課之後，除了家以外，還有一個溫暖的地方。拉娃對這群孩子們而言，是一道愛的光芒，她擁有美妙歌喉，卻不再開口唱歌，直到瓦旦發現了拉娃以前唱歌的錄音帶...這3個小毛頭鼓起勇氣，帶著錄音帶來到台北，這會給他們的生活帶來什麼樣的變化呢？

## 演員陣容
| 演員姓名 | 角色名稱     | 介紹                                               |
| 小薰     | 拉娃老師     |                                                    |
| 高靖榕   | 林恩雅       |                                                    |
| 柯曉龍   | 林曉龍       |                                                    |
| 曹世輝   | 家虎         | 宜蘭縣南澳鄉泰雅族                                 |
| 陳宇     | 瓦旦         | 宜蘭縣南澳鄉泰雅族                                 |
| 吳瀚業   | 林山         |                                                    |
| 林晨皓   | 晨皓         |                                                    |
| 葉瑋庭   | 孫秀蘭       | 林山母親，宜蘭縣南澳鄉泰雅族人，家庭主婦，生活艱苦 |
| 林金郎   | 晨皓父親     |                                                    |
| 莊春花   | 瓦旦阿嬤     |                                                    |
| 王為     | 六年級班導師 |                                                    |

### 客串演出
| 演員姓名   | 角色名稱       | 介紹 |
| 康康       | 卡拉OK店老闆   |      |
| 盧廣仲     | 背包客         |      |
| 曾淑勤     | 廣播電台主持人 |      |
| 豆花妹     | 社工姐姐       |      |
| BOXING樂團 | BOXING樂團     |      |

## 電影歌曲
| 曲別   | 歌名        | 演唱者 | 作詞        | 作曲 | 備註 |
| 主題曲 | 愛 不用說話 | 林意涵 | 陳潔瑤+蕾雅 | 保卜 |      |

## 工作人員
- 出品人:梁宏志 吳春山
- 製片人：渠愛倫
- 導演：陳潔瑤
- 編劇：陳潔瑤
- 製作公司：華映娛樂股份有限公司、日月星辰娛樂事業股份有限公司
- 發行公司：華映娛樂股份有限公司

## 拍攝場景
- 臺中市和平區環山部落

此外，臺中市政府也給予該片400萬元輔導金及拍攝支援。

## 影展
| 年份   | 影展                         | 獲獎記錄                                                                              |
| 2016年 | 台北電影獎                   | 百萬首獎、最佳劇情、最佳導演獎、最佳新演員獎、最佳剪輯獎、國際新導演(競賽) 觀眾票選獎 |
| 2016年 | 義大利Giffoni國際兒少影展    | Premio CIAL per l'ambiente 特別獎                                                     |
| 2016年 | 韓國富川奇幻影展             | BIFAN Children’s Jury Award 兒童評審團獎                                              |
| 2016年 | 捷克Zlin國際兒少影展         |                                                                                       |
| 2016年 | 印尼峇里島影展               |                                                                                       |
| 2016年 | 香港亞洲電影節新演員競賽單元 |                                                                                       |
| 2016年 | 印度孟買國際影展兒少單元     |                                                                                       |
| 2016年 | 美國聖地牙哥亞洲電影節       |                                                                                       |
| 2016年 | 澳洲布里斯本亞太電影節       |                                                                                       |

## 奬項
| 年度             | 颁奖典礼         | 奖项                                                                       | 姓名 | 结果 |
| ---------------- | ---------------- | -------------------------------------------------------------------------- | ---- | ---- |
| 2016年           |                  |                                                                            |      |      |
| 2016年台北電影節 | 百萬首獎         |                                                                            | 獲獎 |      |
| 2016年台北電影節 | 最佳劇情長片     |                                                                            | 獲獎 |      |
| 2016年台北電影節 | 最佳導演         | 陳潔瑤                                                                     | 獲獎 |      |
| 2016年台北電影節 | 新演員           | 陳宇、林晨皓、吳瀚業、小薰、曹世輝、柯曉龍、林金郎、高靖榕、葉瑋庭、莊春花 | 獲獎 |      |
| 2016年台北電影節 | 最佳剪輯         | 陳建志                                                                     | 獲獎 |      |
| 第53屆金馬獎     | 最佳新演員       | 陳宇                                                                       | 提名 |      |
| 第53屆金馬獎     | 最佳原著劇本     | 陳潔瑤                                                                     | 提名 |      |
| 第53屆金馬獎     | 最佳原創電影歌曲 | <愛不用說話>詞：陳潔瑤、蕾雅/曲：保卜/唱：林意涵                           | 提名 |      |

## 外部連結
- 只要我長大的Facebook專頁
- AllMovie上《只要我長大》的资料（英文）
- Yahoo奇摩電影上《只要我長大》的資料（繁體中文）
- 開眼電影網上《只要我長大》的資料（繁體中文）
- 香港影庫上《只要我長大》的資料（繁體中文）
- 时光网上《只要我長大》的資料（简体中文）
- 豆瓣电影上《只要我長大》的資料 （简体中文）
- 互联网电影数据库（IMDb）上《只要我長大》的资料（英文）
- 華映娛樂的Facebook專頁